# Репрезентација Исланда у хокеју на леду
Хокејашка репрезентација Исланда је репрезентација у хокеју на леду која на међународној сцени представља државу Исланд.
Репрезентација делује под окриљем Савеза хокеја на леду Исланда (исл. Íshokkísamband Íslands (ÍHÍ)) који је пуноправни члан Међународне хокејашке федерације (ИИХФ) од 6. маја 1992. године.
На ранг листи ИИХФ за 2013. година налази се на 33. месту што је уједно и најбољи пласман ове земље у историји.

## Историја
На међународној сцени селекција Исланда је дебитовала на такмичењу за светско првенство у групи Д (тада 4. ниво светског хокеја) које је одржано у Кругерсдорпу у Јужноафричкој Републици од 14. до 20. априла 1999. године. Исланђани су такмичење започели у групи Ц где су забележили оба пораза (без постигнутог гола) од Израела (0:11) и Белгије (0:14). У разигравању за пласман од 7. до 9. места прво су победили Турску са 3:2 (што је уједно и прва победа у историји), а потом изгубили од селекције Грчке са 8:6, заузевши тако последње 9. место.
Од тада су редовни учесници свих турнира за титулу светског првака.
Најбољи резултат остварили су на првенству друге дивизије 2012, одржаном на „домаћем терену“ у Рејкјавику заузевши 4. место у групи А (укупно 32. место) остваривши учинак од 2 победе (против Новог Зеланда и Србије) и 3 пораза.
Репрезентација Исланда се никада није успела пласирати на Олимпијске игре, а на Светским првенствима обично се такмичи у Дивизији II

## Резултати на светским првенствима
| Год.  | Место       | Пласман     | Категорија (група) |
| ----- | ----------- | ----------- | ------------------ |
| 1999. | Кругерсдорп | 9/9         | Група Д            |
| 2000. | Рејкјавик   | 5/9         | Група Д            |
| 2001. | Махадаонда  | 5/6 (10/12) | Дивизија , група А |
| 2002. | Нови Сад    | 5/6 (10/12) | Дивизија , група Б |
| 2003. | Софија      | 6/6 (11/12) | Дивизија , група Б |
| 2004. | Рејкјавик   | 1/5         | Дивизија           |
| 2005. | Београд     | 6/6 (10/12) | Дивизија , група Б |
| 2006. | Рејкјавик   | 1/5         | Дивизија           |
| 2007. | Сеул        | 4/5 (8/11)  | Дивизија , група Б |
| 2008. | Њукасл      | 5/6 (9/12)  | Дивизија , група Б |
| 2009. | Нови Сад    | 4/6 (7/12)  | Дивизија , група А |
| 2010. | Нарва       | 3/6 (6/12)  | Дивизија , група Б |
| 2011. | Загреб      | 3/6 (6/12)  | Дивизија , група Б |
| 2012. | Рејкјавик   | 4/6         | Дивизија , група А |
| 2013. | Загреб      | 3/6         | Дивизија , група А |
| 2014. | Београд     | 2/6         | Дивизија , група А |
| 2015. | Рејкјавик   | /6          | Дивизија , група А |

## Биланс са другим репрезентацијама
У таблици испод се налази историјат играња против других репрезентација (укључује службене утакмице на светским првенствима и олимпијским играма). Закључно са крајем 2013. године.
| Репрезентација   | Ут | Поб | Н | Пор | ГД  | ГП  | ГР   |
| ---------------- | -- | --- | - | --- | --- | --- | ---- |
| Израел           | 7  | 2   | 0 | 5   | 17  | 33  | -16  |
| Белгија          | 3  | 0   | 0 | 3   | 4   | 22  | -18  |
| Турска           | 4  | 4   | 0 | 0   | 29  | 7   | +22  |
| Грчка            | 1  | 0   | 0 | 1   | 6   | 8   | -2   |
| Јужна Африка     | 2  | 0   | 0 | 2   | 6   | 14  | -8   |
| Нови Зеланд      | 5  | 5   | 0 | 0   | 24  | 9   | +15  |
| Аустралија       | 5  | 1   | 0 | 4   | 10  | 26  | -16  |
| Шпанија          | 6  | 1   | 0 | 5   | 13  | 41  | -28  |
| Јужна Кореја     | 2  | 0   | 0 | 2   | 2   | 24  | -22  |
| Србија*          | 5  | 2   | 0 | 3   | 14  | 29  | -15  |
| Литванија        | 1  | 0   | 0 | 1   | 0   | 20  | -20  |
| Бугарска         | 3  | 1   | 0 | 2   | 7   | 13  | -6   |
| Луксембург       | 2  | 2   | 0 | 0   | 13  | 2   | +11  |
| Кина             | 5  | 2   | 0 | 3   | 14  | 16  | -2   |
| Северна Кореја   | 3  | 2   | 0 | 1   | 6   | 11  | -5   |
| Јерменија        | 2  | 2   | 0 | 0   | 35  | 4   | +31  |
| Ирска            | 3  | 3   | 0 | 0   | 29  | 1   | +28  |
| Мексико          | 6  | 1   | 1 | 4   | 9   | 10  | -1   |
| Естонија         | 3  | 0   | 0 | 3   | 4   | 29  | -25  |
| Румунија         | 2  | 0   | 0 | 2   | 5   | 12  | -7   |
| Хрватска         | 3  | 0   | 0 | 3   | 2   | 21  | -19  |
| Укупно: 21 ривал | 71 | 28  | 1 | 41  | 245 | 354 | -109 |

Напомена: * Селеција Србије обухвата и статистику под именима СРЈ и СЦГ.